# Olé (пісня Pearl Jam)
«Olé» — пісня американського гурту Pearl Jam, позаальбомний сингл, що вийшов у 2011 році.

## Історія виходу
Пісня «Olé» не увійшла до жодного студійного альбому гурту Pearl Jam. Її було вперше зіграно на телевізійному шоу Джиммі Феллона 8 вересня 2011 року. Дебют композиції був присвячений двадцятиріччю Pearl Jam, а також виходу документального фільму Pearl Jam Twenty (режисер Кемерон Кроу). Це була вже друга нова пісня за тиждень у виконанні Pearl Jam, після безіменної акустичної балади, яку Едді Веддер написав та зіграв 4 вересня, під час святкування ювілею гурту.
9 вересня 2011 року студійну версію пісні було опубліковано на сайті PJ20.com для безплатного прослуховування. Також вона з'явилась в цифровому вигляді на iTunes. Концертний дебют «Olé» відбувся 12 вересня 2011 року в Торонто. Всього гурт виконав її 13 разів з 2011 по 2013 роки, після чого вона зникла з концертних програм Pearl Jam.
«Olé» не потрапила до американського хіт-параду. Попри це, у 2020 році в журналі Spin її внесли до 20 кращих пісень Pearl Jam за останні 20 років, назвавши «вінтажною та різкою перлджемівською піснею», що нагадувала «Last Exit» або «Habit».